# Aeropuerto de Toulouse Francazal
El Aeropuerto de Toulouse Francazal (OACI: LFBF) es un aeropuerto civil francés ubicado en los municipios de Cugnaux y Portet-sur-Garonne en los suburbios del suroeste de Toulouse , departamento de la Región de Occitania del Alto Garona.

## Historia
Francazal es el primer aeropuerto público de Toulouse, inaugurado oficialmente en marzo de 1923, pero con actividad documentada desde 1911. En los años 1930 convivieron actividades civiles y militares: punto de partida de la línea Francia-Sudamérica de Air France entre 1933 y 1936, además de las pruebas de los aviones Dewoitine/SNCAM , y la creación de la Base Aérea 101 Toulouse-Francazal. EL 8 de septiembre de 1934 se crea por decreto en Francazal una “comisaría especial permanente encargada del control de los pasajeros aéreos y del cumplimiento de los requisitos relativos a la vigilancia aérea en el aeródromo y en un radio de 10 km”.
En 1935, Air France trasladó allí sus operaciones comerciales de transporte de pasajeros que todavía se encontraban en el emplazamiento del Aeropuerto de Toulouse-Montaudran.

### Actualidad
El aeropuerto acoge regularmente vuelos de aviación ejecutiva. El Servicio Francés de Aeronaves Instrumentadas para la Investigación Medioambiental (SAFIRE) tiene su base en el aeródromo desde 2005. En 2008 fue sede de la 22ª edición  de Airexpo y fue sitio de pruebas de vuelo de la DGA hasta 2009 . Tras el cierre, el 3 de enero de 2011, desde la base aérea 101 de Francazal, el sitio se divide en 3 partes: al norte, 90 hectáreas destinadas al Ejército; En el centro, el propio aeródromo se transformó en un nuevo aeródromo civil y militar gestionado por la sociedad Edeis, que se hizo cargo de las actividades francesas de SNC-Lavalin (operador provisional de 2011 a 2014, concesionario a partir de esta fecha por un período de 45 años). Al sur, 38 hectáreas, ubicado en la localidad de Cugnaux, destinado a las ventas en dos lotes de 13 y 25 hectáreas.
El espectáculo aéreo Des Étoiles et des Ailes 10 se celebró en el aeródromo de 2015 a 2023. ATR ha instalado allí un nuevo sitio de mantenimiento desde 2016.